# Dieter Trunk
Dieter Trunk (* 22. März 1959 in Bamberg) ist ein ehemaliger deutscher Fußballspieler.

## Karriere
Dieter Trunk stand ab 1981 im Erstligakader des 1. FC Nürnberg. Nach Startschwierigkeiten beim Club wurde ihm bereits die Bundesligatauglichkeit seitens seines Trainers Udo Klug abgesprochen und er wurde in der Winterpause 1981/82 an den SC Fortuna Köln in die 2. Bundesliga ausgeliehen. Nach Saisonende sollte er dann eigentlich verkauft werden. Da sich kein Interessent fand, war er zunächst nur im Kader der Nürnberger Amateure. Am 9. Spieltag wurde er dann allerdings wieder in der Bundesliga eingesetzt und erzielte als „Joker“ gleich einen Treffer. Von da an kam er zu häufigeren Einsätzen und wurde schließlich zum Stammspieler, den Nürnberg aus finanziellen Gründen nach der Abstiegssaison 1983/84 verkaufen musste.
Der 1. FC Kaiserslautern sicherte sich die Dienste des Stürmers zur Saison 1984/85. Nach drei Jahren dort wechselte er zum Zweitligisten SV Darmstadt 98, wo er bis zum Herbst 1988 spielte. Im Januar 1989 ging Trunk nach Österreich zum damaligen Zweitligisten SK VOEST Linz, wo er bis 1990 blieb.
Nach dem Karriereende arbeitete er als Masseur und als Trainer in der Fußballschule Thomas Kastenmaiers. Von 2011 bis 2013 war er Trainer seines Heimatvereins SC Reichmannsdorf. Aktuell ist er beim Bayerischen Fußballverband als Co-Trainer für Auswahlmannschaften tätig.

## Statistik
| Liga          | Spiele (Tore) |
| ------------- | ------------- |
| Bundesliga    | 119 (26)      |
| 2. Bundesliga | 043 0(2)      |
| Wettbewerb    |               |
| DFB-Pokal     | 09 0(4)       |